# Eir
Eir is de derde Asin in de Noordse mythologie. Zij werd vereerd als heelmeesteres.